# ستايسي كارتر
ستايسي كارتر (بالإنجليزية: Stacy Carter)‏ هي مصارعة محترفة وممثلة أمريكية، ولدت في 29 سبتمبر 1970 في الولايات المتحدة.

## أعمال

### أفلام
- (1999) رجل على القمر[4]

## وصلات خارجية
- ستايسي كارتر على موقع CageMatch worker (الإنجليزية)
- ستايسي كارتر على موقع عالم المصارعة على الإنترنت (الإنجليزية)
- ستايسي كارتر على موقع عالم المصارعة على الإنترنت (الإنجليزية)
- ستايسي كارتر على موقع IMDb (الإنجليزية)
- ستايسي كارتر على موقع قاعدة بيانات الفيلم (الإنجليزية)